# Violetta
Violetta é uma telenovela argentina coproduzida pelos grupos Disney Channel América Latina, Europa, Oriente Médio e África e pela Pol-ka Producciones, exibida entre 14 de Maio de 2012 a 6 de Fevereiro de 2015, sob três temporadas. Narra a história de Violetta (Martina Stoessel), uma adolescente musicalmente talentosa que retorna a Buenos Aires, sua cidade natal, onde descobre amizades e sua vocação pela música, após passar uma temporada na Europa. A novela obteve êxito na América Latina, Itália, Espanha, França e Israel, com recordes de audiência. Após o sucesso mundial da primeira temporada, Violetta foi renovada para uma segunda e posteriormente terceira temporada.
A segunda temporada teve estreia em Abril de 2013 no Disney Channel América Latina. Ainda no ano de 2013, o elenco de Violetta percorreu alguns países da América Latina e Europa com sua primeira turnê mundial denominada Violetta en Vivo. Em 2014, a novela foi renovada para uma terceira e última temporada, cujo primeiro capítulo foi ao ar dia 28 de Julho do mesmo ano no Disney Channel América Latina. O último capítulo da novela foi transmitido na América Latina em 6 de Fevereiro de 2015.
No Brasil, a primeira temporada estreou no Disney Channel, no dia 10 de Setembro de 2012, a segunda em 19 de Agosto de 2013 e a terceira em 22 de Setembro de 2014. O último episódio da novela foi ao ar, em 3 de Abril de 2015. Em Portugal, a primeira temporada foi ao ar, no dia 16 de Setembro de 2013, a segunda em 22 de Setembro de 2014 e a terceira temporada em 4 de Maio de 2015, terminando no dia 6 de Janeiro de 2016.
O elenco da telenovela contou com atores e atrizes argentinos, mexicanos, espanhóis, italianos, dentre outros. Martina Stoessel interpretou a principal personagem da telenovela, Violetta, enquanto que Jorge Blanco, Diego Domínguez, Pablo Espinosa, Mercedes Lambre, Diego Ramos, dentre outros, interpretavam os demais personagens.
A telenovela teve tanto sucesso que ganhou um filme spin-off chamado Tini: Depois de Violetta, gravado em 2015 e lançado em 2016, com diferentes datas em vários países.

## Enredo

### Primeira temporada
Violetta (Martina Stoessel) é uma adolescente que se muda para Buenos Aires, depois de viver vários anos em Madrid, onde encontra o Studio 21 e descobre a sua paixão pela música, mas tem de fugir do seu pai, porque ele não gosta de música e quer protegê-la a todo custo para que não lhe aconteça o que aconteceu à sua mãe, que morreu num acidente de carro durante uma turnê musical. No Studio 21, Violetta faz novas amizades, como Francesca, Camila e Maxi, novas rivalidades, como Ludmila, e conhece Tomas (Pablo Espinosa) e Leon (Jorge Blanco) e apaixona-se por eles, mas não sabe qual dos dois escolher; já no final, ela decide ficar sozinha. O pai de Violetta percebe que ela canta e fica muito irritado, chegando até mesmo a proibi-la de ir ao estúdio. Porém, depois percebe que este é o sonho da sua filha.

### Segunda temporada
Após o retorno de Tomas para a Espanha, Violetta percebe que quem ela ama é Leon, mas Diego (Diego Domínguez), um novo personagem, faz todos os esforços para os separar. Germán (Diego Ramos), pai e sempre protector de Violetta, torna-se então mais tolerante. Francesca (Lodovica Comello) conhece Marco (Xabiani Ponce De León), que se apaixona por ela. Os irmãos Jade (Florencia Benítez) e Matias (Joaquin Berthold) contratam uma actriz chamada Esmeralda (Carla Pandolfi) para separar Germán de Angie (Clara Alonso), além de, posteriormente, roubarem todo o seu dinheiro.

### Terceira temporada
Depois de terminarem a turnê mundial de sucesso na Europa, Violetta e os seus amigos voltam a Buenos Aires para o seu último ano de escola. Após a morte de Antonio (Alberto Fernández de Rosa), o grupo começa a desmoronar-se, colocando o então Studio On Beat em perigo. Germán começa a ter um relacionamento com a mãe de Ludmila (Mercedes Lambre), Priscila (Florencia Ortiz), o que não deixa indiferente o relacionamento entre Violetta e Ludmila. Posteriormente, é revelado que Germán ama verdadeiramente Angie.

## Produção e estreia
Violetta tornou-se a primeira coprodução do Disney Channel entre América Latina, Europa, Oriente Médio e África e foi gravada em alta definição. Em Abril de 2012, foi divulgado o videoclipe oficial, no canal do YouTube, da música "En Mi Mundo", interpretada pela protagonista Martina Stoessel, utilizado como abertura. Em 2 de Maio de 2012, começou uma turnê promocional no México, que incluiu entrevistas e visitas a alguns programas de televisão. A série estreou no Disney Channel América Latina, no dia 14 de Maio e no Brasil, em 10 de Setembro. Em Novembro do mesmo ano, alguns dos personagens do elenco, participaram de um pequeno show organizado pela Rádio Disney Argentina, chamado "Radio Disney Vivo", na cidade de Buenos Aires, com cerca de 13 mil espectadores. Em Fevereiro de 2013, foi confirmada a Violetta en Vivo, primeira turnê mundial da banda formada por integrantes do elenco, iniciada em Julho do mesmo ano.
Em 1º de Novembro de 2012, foram iniciadas as gravações da segunda temporada, que estreou em 29 de Abril de 2013, no Disney Channel América Latina e em 19 de Agosto do mesmo ano, no Brasil. Em 16 de Setembro, foi ao ar em Portugal, a primeira temporada. Em Abril de 2014, começaram as gravações da terceira temporada, que estreou a 28 de Julho no Disney Channel América Latina e a 22 de Setembro no Brasil. Nesta mesma data, estreou a segunda temporada em Portugal. Em Agosto de 2014, foi confirmada a Violetta Live, segunda turnê mundial, a turnê de despedida.
Em Junho de 2021, o serviço de streaming Disney+ lançou uma versão compacta da telenovela intitulada Violetta: Momentos Favoritos, com os 240 capítulos condensados em 72.

### Cenário e caracterização
A novela foi completamente gravada em Buenos Aires e seus arredores. O interior do Studio 21, onde os jovens estudavam canto e dança, estava situado na realidade, junto à casa de Violetta, e as gravações ao ar livre, eram feitas em um parque da cidade. Os sets ocupavam cerca de 1 200 m². As gravações da telenovela se iniciaram em Setembro de 2011, em Buenos Aires e duraram cerca de sete meses. Lugares como a casa de Violetta foram criados e, em vez de estar em locais ao ar livre, estava localizado em um parque da cidade. Os cenários eram divididos em duas seções: a primeira era a casa da Violetta, com uma escadaria que levava aos quartos no andar de cima e a segunda seção foi criada para a segunda temporada, que esta divide aos lugares de dança, canto e de gravação. Na segunda temporada, havia cenas em Madri, e na terceira temporada, cenas em Barcelona e Sevilha.

## Elenco

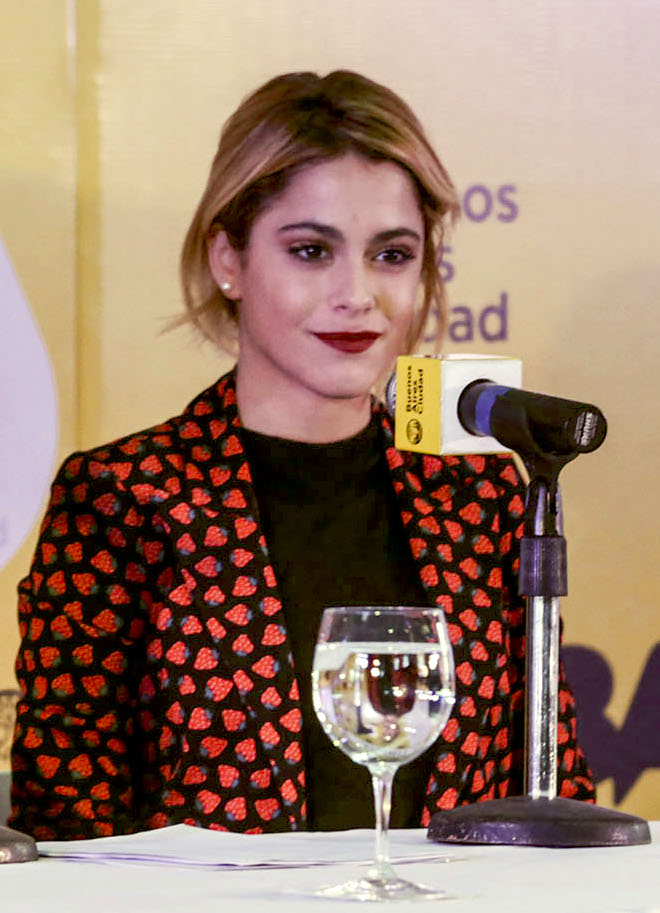
Martina Stoessel
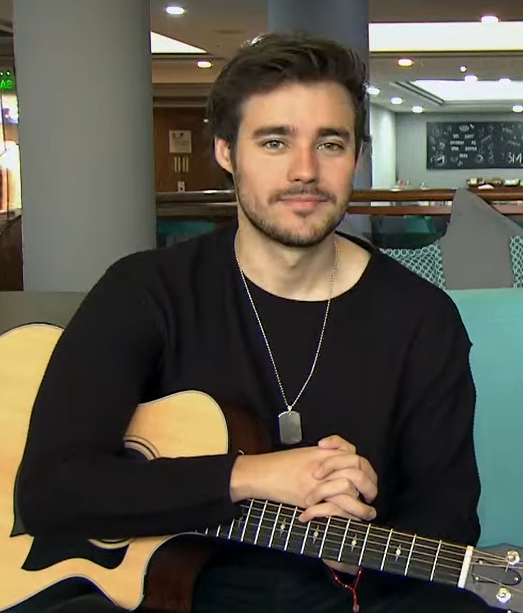
Jorge Blanco
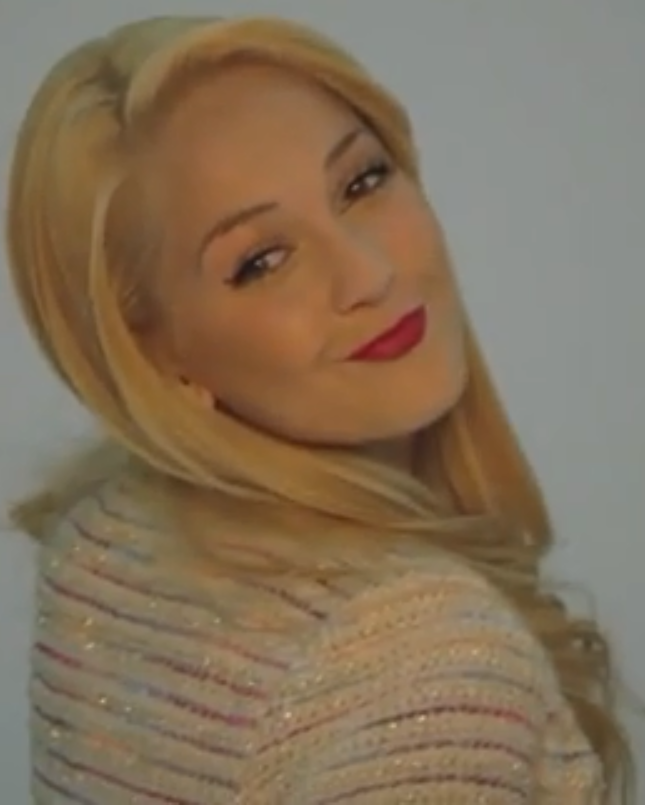
Mercedes Lambre

O elenco foi apresentado em 22 de dezembro de 2011. A protagonista Martina Stoessel foi selecionada ao papel mediante resultado obtido em uma audição, bem como o ator Diego Ramos, escalado para interpretar o pai de Violetta. A atriz Lodovica Comello (Francesca), assim como Ruggero Pasquarelli (Federico), frequentavam uma escola em Milão quando o diretor divulgou a realização de um casting, o qual se interessaram. O ator Jorge Blanco também foi escolhido através de castings. Para a segunda temporada, foram realizadas audições para os fãs da telenovela, em Milão, Nápoles e Roma.
A maioria do elenco da primeira temporada foi confirmada, com exceção dos atores Rodrigo Velilla, Artur Logunov e o ator Pablo Espinosa. Foi também anunciado a inclusão de novos personagens como Diego, interpretado por Diego Domínguez, que era o novo rival de Leon, e atores como Valeria Baroni, Xabiani Ponce de León, Paloma Sirven, Gerardo Velazquez, Carla Pandolfi e Valentina Frione. A atriz e cantora Bridgit Mendler fez uma participação especial na segunda temporada, e na terceira temporada, a banda R5.

## Música
Ao longo da série, a música En mi mundo é usada como música de abertura e de encerramento (exceto em alguns casos para o encerramento). No Brasil, foi lançada uma versão em português cantada por Mayra Arduini (College 11) com o nome "Pelo Mundo". Na Itália, Martina Stoessel canta a versão italiana intitulada "Nel mio mondo". A versão inglesa, chamada In My Own World, foi lançada no iTunes Irlanda em 9 de agosto de 2013. A música também foi traduzida para o russo. Em 10 de julho de 2015, juntamente com o lançamento do programa na Netflix, a Walt Disney Records lançou um álbum de compilação chamado Violetta: En mi Mundo, contendo 13 músicas de Violetta.
| Ano  | Detalhes                                                                                              | Lançamento             | Lançamento            | Lançamento             |
| ---- | --- | ---------------------- | --------------------- | ---------------------- |
| 2012 | Violetta - Formato: CD, download digital - Gravadora: Walt Disney Records                             | 5 de junho de 2012     | 20 de outubro de 2012 | 18 de novembro de 2013 |
| 2012 | Violetta - Cantar Es Lo Que Soy - Formato: CD, DVD, download digital - Gravadora: Walt Disney Records | 23 de novembro de 2012 | 13 de março de 2013   | 12 de maio de 2014     |
| 2013 | Violetta - Hoy Somos Más - Formato: CD, download digital - Gravadora: Walt Disney Records             | 11 de junho de 2013    | 16 de outubro de 2013 | 10 de novembro de 2014 |
| 2013 | Violetta en Vivo - Formato: CD, DVD, download digital - Gravadora: Walt Disney Records                | 28 de novembro de 2013 | 6 de março de 2014    | 4 de fevereiro de 2015 |
| 2014 | Violetta - Gira Mi Canción - Formato: CD, download digital - Gravadora: Walt Disney Records           | 18 de julho de 2014    | 8 de setembro de 2014 | 8 de maio de 2015      |
| 2015 | Violetta - Crecimos Juntos - Formato : CD, download digital - Gravadora: Walt Disney Records          | 20 de março de 2015    | 15 de abril de 2015   | 30 de outubro de 2015  |
| 2016 | Tini: El Gran Cambio de Violetta - Formato: CD, download digital - Gravadora: Hollywood Records       | 29 de abril de 2016    | 29 de abril de 2016   | 29 de abril de 2016    |

## Episódios
| Temporada | Temporada | Episódios | Episódios | Exibição original      | Exibição original      | Exibição no Brasil     | Exibição no Brasil      | Exibição em Portugal   | Exibição em Portugal    |
| Temporada | Temporada | Episódios | Episódios | Estreia                | Final                  | Estreia                | Final                   | Estreia                | Final                   |
| --------- | --------- | --------- | --------- | ---------------------- | ---------------------- | ---------------------- | ----------------------- | ---------------------- | ----------------------- |
|           | 1         | 80        | 40        | 14 de maio de 2012     | 6 de julho de 2012     | 10 de setembro de 2012 | 2 de novembro de 2012   | 16 de setembro de 2013 | 20 de novembro de 2013  |
|           | 1         | 80        | 40        | 3 de setembro de 2012  | 26 de outubro de 2012  | 7 de janeiro de 2013   | 1 de março de 2013      | 21 de novembro de 2013 | 10 de junho de 2014     |
|           | 2         | 80        | 40        | 29 de abril de 2013    | 21 de junho de 2013    | 19 de agosto de 2013   | 11 de outubro de 2013   | 22 de setembro de 2014 | 27 de novembro de 2014  |
|           | 2         | 80        | 40        | 19 de agosto de 2013   | 11 de outubro de 2013  | 9 de dezembro de 2013  | 28 de fevereiro de 2014 | 1 de dezembro de 2014  | 12 de fevereiro de 2015 |
|           | 3         | 80        | 20        | 28 de julho de 2014    | 22 de agosto de 2014   | 22 de setembro de 2014 | 17 de outubro de 2014   | 4 de maio de 2015      | 3 de junho de 2015      |
|           | 3         | 80        | 20        | 22 de setembro de 2014 | 17 de outubro de 2014  | 17 de novembro de 2014 | 12 de dezembro de 2014  | 8 de junho de 2015     | 22 de outubro de 2015   |
|           | 3         | 80        | 20        | 17 de novembro de 2014 | 12 de dezembro de 2014 | 12 de janeiro de 2015  | 6 de fevereiro de 2015  | 26 de outubro de 2015  | 30 de novembro de 2015  |
|           | 3         | 80        | 20        | 12 de janeiro de 2015  | 6 de fevereiro de 2015 | 9 de março de 2015     | 3 de abril de 2015      | 1 de dezembro de 2015  | 6 de janeiro de 2016    |

## Exibições na TV aberta
No Brasil, a primeira temporada da novela foi transmitida pela Band, a partir de 2 de Dezembro de 2013. Durante sua exibição, ocorreram diversas mudanças de horário, decorrente de seus índices de audiência. A partir de 20 de Janeiro de 2014, a série inicialmente exibida às 14h da tarde, foi transferida para às 15h da tarde e depois para às 9h da manhã dentro do bloco infantil Band Kids, onde os capítulos anteriores da novela foram reprisados simultaneamente aos inéditos, na faixa da tarde. Ainda na Band, a novela foi reprisada em 20 de Outubro de 2014 ás 19h30, exclusivamente para os estados que não possuíam o horário de verão.
A novela também teve sua primeira temporada exibida pelo SBT, de 4 de Setembro de 2015 a 4 de Junho de 2016, nas Sextas às 9h30 e nos Sábados às 11h30, dentro do bloco Mundo Disney.
Sua segunda e terceira temporada, permanecem inéditas na TV aberta.

## Audiência
No Uruguai, a audiência das 3 temporadas alcançou uma pontuação de 3.67, na faixa de 4 a 10 anos. No Chile, atingiu uma pontuação de 3.52 na faixa de 4 a 14 anos. Na Espanha, o episódio de 17 de Setembro de 2012 foi assistido por cerca de 461.000 pessoas, com uma quota de 3,1%. A primeira temporada aumentou em 93%, os seguidores do Disney Channel. Ela também foi muito bem sucedida no México, Colômbia e no Brasil, na faixa etária de 4 a 21 anos. A telenovela também ganhou sucesso online com cinco milhões de visitas no YouTube, 50 milhões de visitas no site oficial e mais de 80 milhões de visitas no Facebook.
Na Itália, o primeiro episódio teve 190.973 telespectadores. Ela provou ser a estreia de maior audiência na história dos canais Disney, em relação ao público alvo, de jovens de 6 a 14 anos. Violetta alcançou sucesso de crítica na Internet. Após a série, foi contabilizada uma média de 200.000 espectadores. No canal italiano Rai Gulp, alcançou 272.000 espectadores, com uma quota de cerca de 1% no mercado. O segundo episódio, em vez disso, chegou a 300.000 espectadores com uma quota de 1,34%.

## Turnês

### Violetta en Vivo
Violetta en Vivo é a primeira turnê ao vivo baseado na série. Estreou em 13 de Julho de 2013, em Buenos Aires. Passou por diversos países da América Latina e Europa. Após o último show na Itália, a turnê retornou para Buenos Aires para seu encerramento.

### Violetta Live
Violetta Live 2015 International Tour é a segundo turnê ao vivo baseada na série. Estreou em 3 de Janeiro de 2015 em Madrid na Espanha. A turnê passou por diversos países da Europa. Na América Latina ficou conhecida como Gira Despedida. Chegou ao fim no dia 1º de Novembro de 2015 em Nice na França.

## Spin-offs
Em Maio de 2012, começou a ser apresentado o The U-Mix Show, um programa semanal que apresentava um resumo da semana da série e entrevistava seus personagens. No Brasil, era apresentado por Bruno Heder. No mês de Junho, começou a ser apesentado o El V-log de Francesca, uma websérie estrelada por Lodovica Comello, onde ela ficava em seu quarto. Foi composto por dezesseis episódios, de 10 de Junho a 22 de Outubro de 2012. Os episódios também foram carregados em uma versão dublada, para o site italiano da Disney Itália, sob o título El Videoblog de Francesca e no Brasil, sob o título O V-log de Francesca.
Também no mês de Junho, no dia 1º, começou a ser apresentada, o Ludmila Cyberst@r, uma websérie composta por oito episódios, que é apresentado por Mercedes Lambre em sua personagem Ludmila. Seu último episódio foi ao ar, em 17 de Setembro de 2012. No dia 9 de Junho de 2014, começou a ser apresentado no Disney Channel Itália, o Angie e le ricette di Violetta, uma série estrelada por Clara Alonso, em que sua personagem Angie, apresenta um blog de receitas com os conselhos de Olga.

### Filmes
Ao todo, foram lançadas 4 produções, acerca da telenovela. A primeira, Violetta - O Show, foi um filme que mostrava o show em Milão, do grupo em Janeiro de 2014 e imagens inéditas dos bastidores da final da turnê, em Buenos Aires. É um registro audiovisual, com grande exibição teatral, figurino e coreografia, que inclui todas as músicas e emoções da performance ao vivo da turnê, além de conteúdo exclusivo com o elenco. Ele foi lançado nos cinemas na América Latina em 2 de Abril de 2014. No Brasil, a estreia ocorreu em 28 de Junho de 2014.
A segunda, Violetta - The Journey, foi um filme documentário exibido pelo Disney Channel Itália em Setembro de 2015. Nesse documentário, é apresentada uma viagem pelo mundo de Violetta, em 360º. Foi pela primeira vez, que a Disney mostrou a vida dos protagonistas da série. A terceira, Tini: Depois de Violetta, foi um filme que estreou em Junho de 2016, na Argentina, protagonizado por Martina Stoessel. Foi filmado na Itália e gravado em espanhol.
Por fim, no dia 8 de Dezembro de 2022, foi lançada na plataforma Disney+, o especial Solo Amor Y Mil Canciones, um show em comemoração ao 10º aniversário de estreia de Violetta. Com a participação de Tini, Jorge Blanco, Candelaria Molfese e Mercedes Lambre cantando algumas canções da série.

## Prêmios e indicações
| Ano  | Premiação                     | Categoria                                           | Trabalho              | Resultado |
| ---- | ----------------------------- | --------------------------------------------------- | --------------------- | --------- |
| 2012 | Kids Choice Awards Argentina  | Programa de TV favorito                             | Violetta              | Indicado  |
| 2012 | Kids Choice Awards Argentina  | Ator Favorito                                       | Pablo Espinosa        | Venceu    |
| 2012 | Kids Choice Awards Argentina  | Vilã Favorita                                       | Mercedes Lambre       | Venceu    |
| 2012 | Kids Choice Awards Argentina  | Revelação                                           | Martina Stoessel      | Venceu    |
| 2013 | Kids' Choice Awards           | Artista Latino Favorito                             | Martina Stoessel      | Indicada  |
| 2013 | Prêmios Gardel                | Melhor Álbum de Trilha Sonora para Cinema/Televisão | Violetta              | Venceu    |
| 2013 | Prêmios Martín Fierro         | Melhor Programa Infantil/Juvenil                    | Violetta              | Venceu    |
| 2013 | Prêmios Martín Fierro         | Revelação                                           | Martina Stoessel      | Venceu    |
| 2013 | Kids Choice Awards México     | Ator favorito                                       | Jorge Blanco          | Venceu    |
| 2013 | Kids Choice Awards México     | Programa e série favorita                           | Violetta              | Indicado  |
| 2013 | Kids Choice Awards México     | Ator favorito                                       | Pablo Espinosa        | Indicado  |
| 2013 | Kids Choice Awards México     | Atriz favorita                                      | Clara Alonso          | Indicada  |
| 2013 | Kids Choice Awards México     | Vilã Favorita                                       | Mercedes Lambre       | Indicada  |
| 2013 | Meus Prêmios Nick             | Programa de TV favorito                             | Violetta              | Indicado  |
| 2013 | Kids Choice Awards Argentina  | Programa de TV favorito                             | Violetta              | Venceu    |
| 2013 | Kids Choice Awards Argentina  | Ator de TV Favorito                                 | Jorge Blanco          | Indicado  |
| 2013 | Kids Choice Awards Argentina  | Atriz de TV Favorita                                | Martina Stoessel      | Indicada  |
| 2013 | Kids Choice Awards Argentina  | Atriz de TV Favorita                                | Lodovica Comello      | Indicada  |
| 2013 | Kids Choice Awards Argentina  | Ator Favorito                                       | Samuel Nascimento     | Venceu    |
| 2013 | Kids Choice Awards Argentina  | Vilã Favorita                                       | Mercedes Lambre       | Venceu    |
| 2013 | Kids Choice Awards Argentina  | Revelacão                                           | Xabiani Ponce De León | Indicado  |
| 2014 | Kids' Choice Awards Colômbia  | Ator de TV Favorito                                 | Jorge Blanco          | Venceu    |
| 2014 | Kids' Choice Awards Colômbia  | Atriz de TV Favorita                                | Martina Stoessel      | Venceu    |
| 2014 | Kids' Choice Awards Colômbia  | Programa de TV Favorito                             | Violetta              | Indicado  |
| 2014 | Kids' Choice Awards Colômbia  | Vilã Favorita                                       | Mercedes Lambre       | Venceu    |
| 2014 | Kids' Choice Awards México    | Programa de TV Favorito                             | Violetta              | Indicado  |
| 2014 | Kids' Choice Awards México    | Obra de Teatro Favorita                             | Violetta en Vivo      | Indicado  |
| 2014 | Kids' Choice Awards México    | Ator de TV Favorito                                 | Jorge Blanco          | Venceu    |
| 2014 | Kids' Choice Awards México    | Vilão Favorito                                      | Diego Domínguez       | Indicado  |
| 2014 | Kids' Choice Awards México    | Selfie Favorita                                     | Martina Stoessel      | Indicada  |
| 2014 | Kids' Choice Awards México    | Atriz de TV Favorita                                | Martina Stoessel      | Indicada  |
| 2014 | Meus Prêmios Nick             | Personagem de TV Favorito                           | Violetta              | Indicado  |
| 2014 | Kids' Choice Awards Argentina | Ator Favorito                                       | Jorge Blanco          | Indicado  |
| 2014 | Kids' Choice Awards Argentina | Ator ou Atriz Favorita                              | Diego Domínguez       | Venceu    |
| 2014 | Kids' Choice Awards Argentina | Atriz Favorita                                      | Mercedes Lambre       | Indicada  |
| 2014 | Kids' Choice Awards Argentina | Obra de Teatro Favorita                             | Violetta en Vivo      | Indicado  |
| 2014 | Kids' Choice Awards Argentina | Programa Local Favorito                             | Violetta              | Indicado  |
| 2015 | Kids' Choice Awards México    | Programa ou Série Favorita                          | Violetta              | Indicado  |
| 2015 | Kids' Choice Awards México    | Atriz Favorita                                      | Martina Stoessel      | Indicada  |
| 2015 | Kids' Choice Awards México    | Ator Favorita                                       | Jorge Blanco          | Indicado  |
| 2015 | Meus Prêmios Nick             | Personagem de TV Favorito                           | Violetta              | Indicado  |